# Estrofa de Burns
L'estrofa de Burns o estrofa Habbie (també coneguda com a estrofa escocesa o pentagrama de sis línies) és una composició mètrica popularitzada fonamentalment pel poeta escocès Robert Burns, encara que existia ja amb anterioritat sota el nom de Habbie standard, en honor del poeta Habbie Simpson.
El primer poema important redactat emprant aquesta estrofa és precisament el Lament per Habbie Simpson, del poeta Robert Sempill of Beltrees. Posteriorment, fou àmpliament utilitzada per poetes dels segles xviii i xix, com Robert Fergusson o Robert Burns, així com per multitud de poetes posteriors.
L'estrofa està composta per sis versos, l'esquema dels quals pel que fa a la rima és aaabab, i els versos de rima "a" són octosíl·labs, i els de rima "b" pentasíl·labs. Encara que, des del Lament per Habbie Simpson, l'estrofa era purament lírica, els usos posteriors han tendit a transformar-la en humorística o satírica.
Heus aquí un exemple del poeta Robert Burns:
O THOU! whatever title suit thee—
Auld Hornie, Satan, Nick, or Clootie,
Wha in yon cavern grim an' sootie, 
Clos'd under hatches,
Spairges about the brunstane cootie,
To scaud poor wretches!
Hear me, auld Hangie, for a wee,
An' let poor damned bodies be;
I’m sure sma’ pleasure it can gie, 
Ev’n to a deil,
To skelp an' scaud poor dogs like me, 
An' hear us squeel!
--"Address to the Deil"
Una variant moderna d'aquesta estrofa inclou una variació, amb rimes aabcccb, en la qual novament els versos amb rima "b" són més breus. Aquesta forma és emprada per exemple per W. H. Auden en el seu poema Brother, who when the sirens roar, també conegut com A Communist to Others:
Brothers, who when the sirens roar

From office, shop and factory pour
'Neath evening sky;
By cops directed to the fug

Of talkie-houses for a drug,

Or down canals to find a hug

Until you die: (lines 1-7)